# Rhynchanthrax capreus
Rhynchanthrax capreus är en tvåvingeart som först beskrevs av Daniel William Coquillett 1887.  Rhynchanthrax capreus ingår i släktet Rhynchanthrax och familjen svävflugor. Inga underarter finns listade i Catalogue of Life.